# Parafia Najświętszego Serca Jezusowego w Dębowej Kłodzie
Parafia Najświętszego Serca Jezusowego w Dębowej Kłodzie – parafia rzymskokatolicka w Debowej Kłodzie.
Parafia erygowana w 1981. Obecny kościół parafialny murowany, wybudowany w 1981-1983.
Terytorium parafii obejmuje: Bednarzówkę, Dębową Kłodę, Leitnie, Uhnin i Żmiarki.